# Radian

Un arc de circumferència amb la mateixa llargada que el radi d'aquella correspon a un angle d'un radian. Una circumferència completa correspon a un angle de 2π radians.

El radian, també escrit radiant, és la unitat natural de mesura d'angles, àmpliament utilitzada en matemàtiques, en física i en nombroses enginyeries.
En una circumferència de radi 1, el valor en radians de l'angle definit per un arc d'aquesta circumferència coincideix amb la longitud d'aquest arc. En una circumferència de radi r, l'angle definit per un arc de longitud L val α=L/r radians. Així doncs, l'angle corresponent a una circumferència sencera és 2π ≈ 6,283185 radians (360°). Un angle d'un radian equival a uns 57,2958°.
El radian és una unitat derivada del SI, l'única adimensional, juntament amb l'estereoradian. Les mesures d'angle en radians se solen donar sense cap unitat explícita. Quan es vol explicitar la unitat, s'utilitza el símbol rad.

## Radians i graus
L'equivalència entre radians i graus és la següent:
{\displaystyle 2\pi \;{\mbox{rad}}=360^{\circ }}
{\displaystyle 1\;{\mbox{rad}}={\frac {360^{\circ }}{2\pi }}={\frac {180^{\circ }}{\pi }}\approx 57,29577951^{\circ }\approx {57^{\circ }\,17'\,45''}}
o:
{\displaystyle 360^{\circ }=2\pi \,{\mbox{rad}}}
{\displaystyle 1^{\circ }={\frac {2\pi }{360}}\,{\mbox{rad}}={\frac {\pi }{180}}\,{\mbox{rad}}\approx 0,01745329\,{\mbox{rad}}}
De forma més general, podem dir:
{\displaystyle x\;{\mbox{rad}}=\left({\frac {180}{\pi }}x\right)^{\circ }}
Si, per exemple, tenim 1,570796 en radians, el valor corresponent en graus seria:
{\displaystyle 1,570796\;{\mbox{rad}}=1,570796\cdot {\frac {180^{\circ }}{\pi }}=90^{\circ }}

## Radians en el càlcul infinitesimal
En el càlcul infinitesimal, els angles s'han de representar en radians en les funcions trigonomètriques, per fer les identitats i els resultats tan simples i naturals com sigui possible. Per exemple, la següent identitat, on l'angle x està expressat en radians, és tan simple com,
{\displaystyle \lim _{x\rightarrow 0}{\frac {\sin x}{x}}=1}
que és la base de moltes altres elegants identitats matemàtiques com, 
{\displaystyle {\frac {d}{dx}}\sin x=\cos x}

## Anàlisi dimensional
Encara que el radian és una unitat de mesura, qualsevol cosa mesurada en radians és adimensional.
Una forma de veure l'adimensionalitat del radian és en les sèries de Taylor de les funcions sinus i cosinus:
{\displaystyle \sin(x)=x-{\frac {x^{3}}{3!}}+\cdots }
{\displaystyle \cos(x)=1-{\frac {x^{2}}{2!}}+\cdots }
on x s'expressa en radians.
Si {\displaystyle x} tingués unitats, la suma no tindria sentit, ja que el terme lineal {\displaystyle x} no es pot sumar al terme cúbic {\displaystyle x^{3}/3!}, etc. Per tant, {\displaystyle x} ha de ser adimensional.
Una altra forma de veure-ho és a partir de la seva definició com a quocient de dues longituds (un arc de circumferència i el seu radi).
El radian és útil per distingir entre magnituds de diferent naturalesa però amb les mateixes dimensions. Per exemple, la velocitat angular es pot mesurar en radians per segon (rad/s). Mantenir la paraula radian emfatitza que la velocitat angular és igual a 2π vegades la freqüència de rotació.

## Altres unitats d'angle
Altres unitats de mesura d'angles són la volta o revolució, el grau sexagesimal, el grau centesimal i, en astronomia, l'hora.
Per a la unitat de mesura dels angles sòlids, vegeu estereoradian.